# Sympherobius umbratus
Sympherobius umbratus is een insect uit de familie van de bruine gaasvliegen (Hemerobiidae), die tot de orde netvleugeligen (Neuroptera) behoort. 
Sympherobius umbratus is voor het eerst wetenschappelijk beschreven door Banks in 1903.